# Gynacantha dohrni
Gynacantha dohrni là loài chuồn chuồn trong họ Aeshnidae. Loài này được Krüger mô tả khoa học đầu tiên năm 1899.